# Antapnhal, Gulbarga
Antapnhal là một làng thuộc tehsil Gulbarga, huyện Gulbarga, bang Karnataka, Ấn Độ.